# 사자자리 유성군

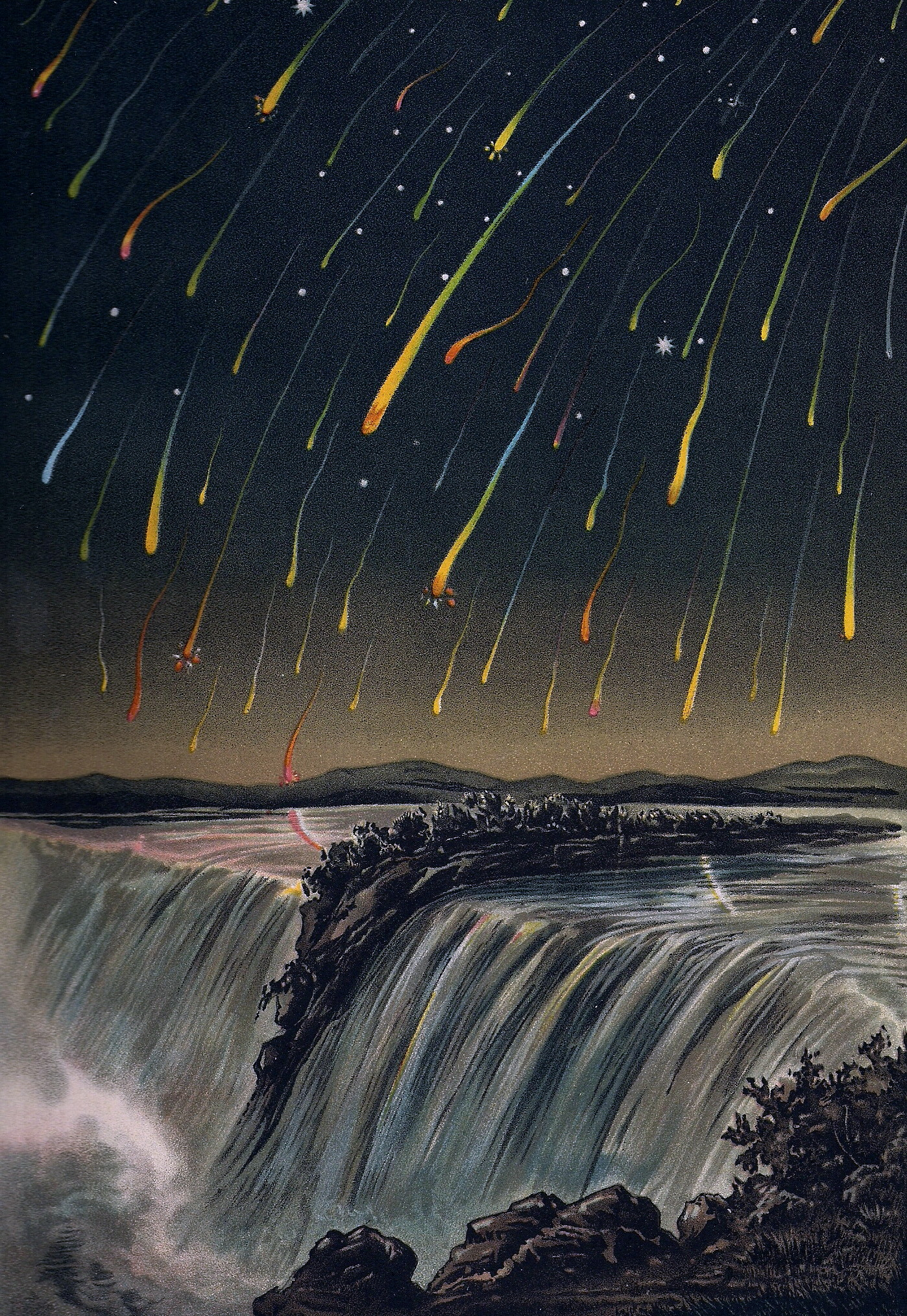
1833년의 사자자리 유성우

사자자리 유성우는 복사점이 사자자리 감마별 근처인 적경 10h14m, 적위 +22°에 있는 대표적인 대유성우의 하나이다.
사자자리 유성우는 매년 11월 17일과 18일을 전후하여 시간당 십수개에서 많은 경우 수십만개의 유성이 떨어진다. 평상시에는 시간당 10~15개의 유성이 떨어지는 볼품없는 유성우이지만 33년을 주기로 공전하는 모혜성 템펠-터틀 혜성이 통과한 직후에는 시간당 수 백에서 수 십만 개의 유성이 떨어져 진귀한 천체쇼를 연출해낸다. 지난 1998년 유성우에 해당되어 시간당 수백 개의 유성우를 볼 수 있었다.
역사적으로 899년 이집트에서 기록된 유성우 기록이 사자자리 유성우에 관한 가장 오래된 기록으로 인정받았고, 이후 중국, 일본, 중동 등의 세계 각지에서 그 기록이 발견되고 있다. 한국에서도 1532년과 1566년, 1625년등에 사자자리 유성우 기록이 남아있고, 643년의 고구려의 유성우 기록도 사자자리였던것으로 추측되고 있다. 템펠-터틀 혜성이 통과한 지 50여 일 만에 지구가 혜성 궤도로 진입하였던 1833년의 미국의 기록에는 `세상이 불길에 휩싸였다'고 전하고 근래의 가장 화려한 천체쇼였던것으로 손꼽히고 있다. 또한 1966년의 미국에서는 시간당 15만개의 유성이 떨어져 사람들이 잠을 이루지 못했다고 전한다.
사자자리 유성우는 비교적 젊은 편이기 때문에 유성 중에 절반 정도가 화구이고, 유성흔 중에는 상층 대기에 5분 이상 머무르는 경우도 있다.

## 같이 보기
- 유성우 목록
- 페르세우스자리 유성군
- 55P/Tempel–Tuttle 사진